# كلود كوسيت
كلود كوسيت هو كاتب وأستاذ جامعي كندي، ولد في 1 ديسمبر 1937 في مدينة كيبك في كندا.